# Dorel Zaica
Dorel Zaica (22 iulie 1939, București) este un pictor și grafician din România. 
Este profesor și director al Liceului Nicolae Tonitza. Scriitor. Este inițiatorul metodei pedagogice Zaica. În cărțile și lucrările sale dezvoltă o amplă tematică ortodoxă.

## Studii
- Absolvent al Liceului de Arte plastice din București
- Institutul de arte plastice „Nicolae Grigorescu", secția pictură.

## Experiență didactică
- 1965-1978 - Profesor de desen la școala generală nr. 84 din București.
- 1978-2000 - Profesor de desen și pictură la Liceul de arte plastice ,,Nicolae Tonitza".
- 1973-2007 - Deschide o serie de expoziții conținând exerciții de dezvoltare a capacității creatoare la: Muzeul Național de Artă a României, Muzeul Colecțiilor, Sediul Ministerului Educației și învățământului, Casa Presei Străine, Sala Kalinderu, Casa Americii Latine, Televiziunea Română, Opera Română, Sediul U.N.E.S.C.O. din București, Muzeul Literaturii Române, Institutul Cultural Român din București, Muzeul Țăranului Român din București ș.a.
- 1978-1986 - Coordonator al Studioului de pictură de la Muzeul Colecțiilor.
- 1980 - Colaborator cu 12 exerciții la volumul ,,Modalități de stimulare a creativității intelectuale și artistice prin activități școlare și extrașcolare la elevii de gimnaziu în perspectiva trecerii la prima treaptă de liceu", lucrare solicitată de U.N.E.S.C.O. și realizată sub patronajul Ministerului Educației și învățământului de către Institutul de Cercetări Psihologice și Pedagogice.
- 1985 - Invitat să susțină prelegeri la Școala Japoneză din București pe probleme de creativitate aplicată.

Pe baza numeroaselor materiale adunate a colaborat cu: Titus Mezaroș la realizarea filmului „Bucureștiul văzut de la un metru înălțime", produs de Studioul „Alexandru Sahia"; cu Alexandru Stark la filmul pentru televiziune ,,De ce nu cade Soarele"; cu actorul și regizorul Florian Pittiș pentru o serie de spectacole la Teatrul „Lucia Sturdza Bulandra" din București și cu Vladimir Godeanu la realizarea unor programe culturale pe parcursul unui an, pe postul 3 al Radioului București.
- 1990-1992 - Director al Liceului de arte plastice „Nicolae Tonitza" din București.
- 1991 — Director al taberei naționale de pictură a elevilor, organizată la Gura Humorului de către Comisia U.N.E.S.C.O. pentru România.
- 1994 - Deschide o expoziție cu caracter experimental-didactic, de mare amploare (400 de lucrări etalate în nouă săli) însoțită de un workshop la Salt Lake City (S.U.A.).
- 1999  — La sediul Ambasadei Braziliei din București deschide o expoziție cu experimente la catedră pe probleme de creativitate, însoțită de workshop.
- 2000  - Apare un amplu articol (56 de pagini) despre activitatea lui Dorel Zaica în publicația „Martor", revistă anuală de antropologie, editată pentru străinătate de către Muzeul Țăranului Român.
- 2002   - Decorat prin decret guvernamental al statului Republica Federativă Brazilia pentru activitatea artistică-didactică în cadrul programului „Uzina de vise" (Fundația Brazilia-România).

## Activitate artistică
- În anul 1968 devine membru al Uniunii Artiștilor Plastici din România, secția pictură de șevalet.
- Din 1968 participă la numeroase saloane de pictură anuale și bienale.
- Din 1968 până în 2007 au fost achiziționate lucrări personale de pictură, aflate în colecții particulare și de stat din: România, Bulgaria, Serbia, Grecia, Italia, Spania, Franța, Austria, Portugalia, Elveția, Olanda, Belgia, Finlanda, Germania, Argentina, Republica Dominicană, Brazilia, S.U.A., Japonia și Australia.
- În 1987 participă la tabăra internațională de pictură de la Smolian (Bulgaria).
- 1970-1987 - Călătorii de studii documentare sub tutela Uniunii Artiștilor Plastici în: U.R.S.S. (Ucraina, Rusia, Letonia), Polonia, Republica Democrată Germană, Cehoslovacia. Iar după 22 decembrie 1989 în: Franța, Ungaria, Austria, Sudul Germaniei, Italia, Grecia.
- 1991 - Pictează la Barcelona și apoi în sudul Spaniei unde deschide o expoziție personală (concomitent cu expoziția colectivă „Pictori români contemporani".
- 1994 - Pictează în Statui Utah (S.U.A.) și deschide o expoziție personală de pictură la Salt Lake City.
- 1996 - Expoziție personală de pictură în Pavilionul Expoziției de carte românească contemporană din Frankfurt (Germania).
- 1970-1998 - Deschide o succesiune de nouă expoziții personale de pictură la Timișoara și restul în București.
- 1999 - Deschide o expoziție de pictură la Ambasada Braziliei din București.
- 1999 - Pictează în Belgia și deschide o expoziție de pictură la Galeria de Artă a Centrului Cultural Istoric din Diest.
- 2002 - Pictează în Austria și deschide o expoziție personală la Salzburg.

## Volume tipărite
- 2001 - Lansarea cărții „Experimentul Zaica", volum editat cu sprijinul Ministerului Culturii și învățământului; autori: Irina Nicolau, Ciprian Voicilă și Daniela Alexandrescu, cu o prefață de Andrei Pleșu.
- 2007 (Iunie) — Lăsarea cărții „Cronică involuntară (Mărturisiri la vârsta copilă)".
- 2007 - „Copilăria poeziei".